# Státní volební komise
Státní volební komise je stálý volební orgán České republiky, který je podřízen Ministerstvu vnitra. Byla vytvořena podle zvláštního právního předpisu - zákona č. 130/2000 Sb., o volbách do zastupitelstev krajů a o změně některých zákonů, ve znění pozdějších předpisů. Předsedou Státní volební komise je ministr vnitra, současně Vít Rakušan. Členy a náhradníky Státní volební komise jmenuje vláda České republiky.

## Činnost
Jednací řád Státní volební komise je stanoven vyhláškou Ministerstva vnitra č. 152/2000 Sb., o provedení některých ustanovení zákona č. 130/2000 Sb., o volbách do zastupitelstev krajů a o změně některých zákonů, ve znění pozdějších předpisů (§ 1 - 4). V souladu s ustanovením § 7 odstavce 4 zákona o volbách do zastupitelstev krajů ministr vnitra pro účely organizačně technického zabezpečení činnosti Státní volební komise zřídil sekretariát, který je tvořený zaměstnanci Ministerstva vnitra.
| Úkol | Volby                                           | Vyplývající ze zákona |
| --- | ----------------------------------------------- | --------------------- |
| koordinovat přípravu, organizaci, průběh a provedení voleb                                                                                                   | Volby do Parlamentu České republiky (PS, Senát) | č. 247/1995 Sb.       |
| koordinovat přípravu, organizaci, průběh a provedení voleb                                                                                                   | Volby do zastupitelstev krajů v Česku           | č. 130/2000 Sb.       |
| koordinovat přípravu, organizaci, průběh a provedení voleb                                                                                                   | Volby do zastupitelstev obcí v Česku            | č. 491/2001 Sb.       |
| koordinovat přípravu, organizaci, průběh a provedení voleb                                                                                                   | Volby do Evropského parlamentu                  | 62/2003 Sb.           |
| vykonávání dohledu nad zabezpečením úkonů nezbytných pro organizačně technické provádění voleb                                                               | Volby do Parlamentu České republiky             | č. 247/1995 Sb.       |
| vykonávání dohledu nad zabezpečením úkonů nezbytných pro organizačně technické provádění voleb                                                               | Volby do zastupitelstev krajů v Česku           | č. 130/2000 Sb.       |
| vykonávání dohledu nad zabezpečením úkonů nezbytných pro organizačně technické provádění voleb                                                               | Volby do zastupitelstev obcí v Česku            | č. 491/2001 Sb.       |
| vykonávání dohledu nad zabezpečením úkonů nezbytných pro organizačně technické provádění voleb                                                               | Volby do Evropského parlamentu                  | 62/2003 Sb.           |
| určování losem číslo, kterým budou označeny hlasovací lístky politických stran, politických hnutí a koalic pro volby                                         | Volby do Parlamentu České republiky             | č. 247/1995 Sb.       |
| určování losem číslo, kterým budou označeny hlasovací lístky politických stran, politických hnutí a koalic pro volby                                         | Volby do zastupitelstev krajů v Česku           | č. 130/2000 Sb.       |
| určování losem číslo, kterým budou označeny hlasovací lístky politických stran, politických hnutí a koalic pro volby                                         | Volby do Evropského parlamentu                  | 62/2003 Sb.           |
| vyhotovit zápis o výsledku voleb | Volby do Parlamentu České republiky             | č. 247/1995 Sb.       |
| vyhlásit a uveřejnit celkové výsledky voleb | Volby do Parlamentu České republiky             | č. 247/1995 Sb.       |
| vyhlásit a uveřejnit celkové výsledky voleb | Volby do zastupitelstev krajů v Česku           | č. 130/2000 Sb.       |
| vyhlásit a uveřejnit celkové výsledky voleb | Volby do zastupitelstev obcí v Česku            | č. 491/2001 Sb.       |
| vyhlásit a uveřejnit celkové výsledky voleb | Volby do Evropského parlamentu                  | 62/2003 Sb.           |
| předávat osvědčení o zvolení členem Parlamentu České republiky/poslancem Evropského parlamentu zvoleným kandidátům                                           | Volby do Parlamentu České republiky             | č. 247/1995 Sb.       |
| předávat osvědčení o zvolení členem Parlamentu České republiky/poslancem Evropského parlamentu zvoleným kandidátům                                           | Volby do Evropského parlamentu                  | 62/2003 Sb.           |
| předává celkové výsledky voleb danému parlamentu | Volby do Parlamentu České republiky             | č. 247/1995 Sb.       |
| předává celkové výsledky voleb danému parlamentu | Volby do Evropského parlamentu                  |                       |
| vydávat povolení k přítomnosti dalších osob při sčítání hlasů okrskovou volební komisí                                                                       | Volby do Parlamentu České republiky             | č. 247/1995 Sb.       |
| vydávat povolení k přítomnosti dalších osob při sčítání hlasů okrskovou volební komisí                                                                       | Volby do zastupitelstev krajů v Česku           | č. 130/2000 Sb.       |
| vydávat povolení k přítomnosti dalších osob při sčítání hlasů okrskovou volební komisí                                                                       | Volby do zastupitelstev obcí v Česku            | č. 491/2001 Sb.       |
| vydávat povolení k přítomnosti dalších osob při sčítání hlasů okrskovou volební komisí                                                                       | Volby do Evropského parlamentu                  | 62/2003 Sb.           |
| určování losem, kterému volebnímu kraji jsou podřazeny zvláštní volební okrsky v zahraničí                                                                   | Volby do Parlamentu České republiky             | č. 247/1995 Sb.       |
| schvaluje zápis o výsledku voleb do Evropského parlamentu na území České republiky vyhotovený Českým statistickým úřadem                                     | Volby do Evropského parlamentu                  | 62/2003 Sb.           |
| informovat Evropský parlament o tom, že podle právní úpravy České republiky zanikl mandát poslance Evropského parlamentu, zvoleného na území České republiky | Volby do Evropského parlamentu                  | 62/2003 Sb.           |
| Zdroj: |                                                 |                       |

## Složení

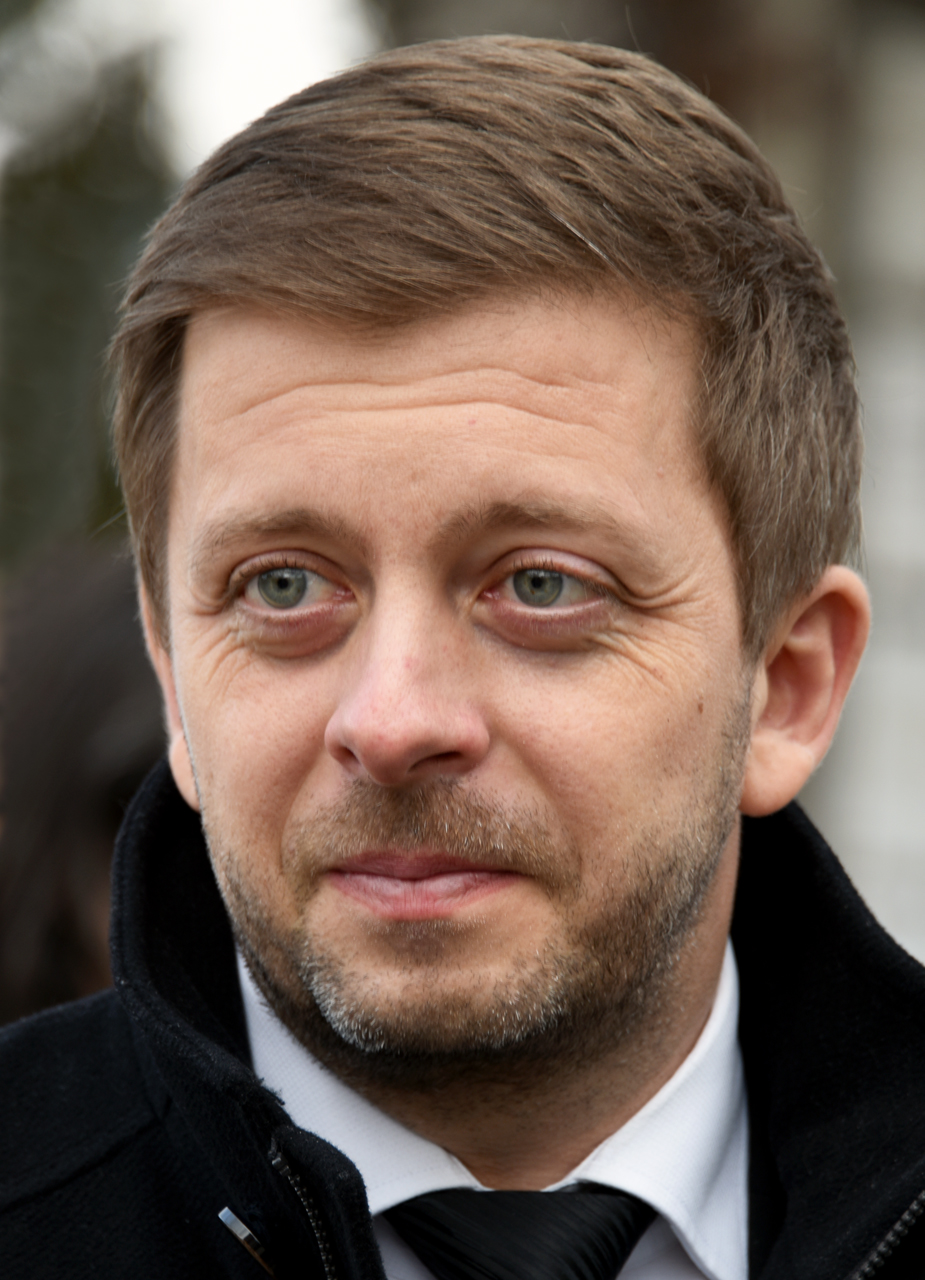
Současný předseda Státní volební komise Vít Rakušan

| Funkce                         | Osoba            |
| ------------------------------ | ---------------- |
| Předseda Státní volební komise | Vít Rakušan      |
| Člen Státní volební komise     | Petr Vokáč       |
| Člen Státní volební komise     | Eva Krumpová     |
| Člen Státní volební komise     | Miroslav Matej   |
| Člen Státní volební komise     | Martin Smolek    |
| Člen Státní volební komise     | Jan Lišák        |
| Člen Státní volební komise     | Petr Vančura     |
| Člen Státní volební komise     | Šárka Křiváčková |
| Člen Státní volební komise     | Dana Roučková    |
| Člen Státní volební komise     | Tomáš Lebeda     |
| Zdroj:                         |                  |